# Mark Dion
Mark Dion (* 1961 in New Bedford, Massachusetts, USA) ist ein amerikanischer Zeichner, Objekt- und Installationskünstler.

## Leben
Dion stammt aus einer Arbeiterfamilie, bis zu seinem 18. Lebensjahr besuchte er kein Museum. In seiner Heimatstadt erlebte er den Niedergang der Fischindustrie und die damit verbundenen sozialen und ökologischen Probleme. Bis 1982 war er als Kunstrestaurator tätig. Ab 1984 studierte er an der School of Visual Arts in New York und nahm 1985 am Independent Study Program des Whitney Museum of American Art in New York teil, wo er den Konzeptkünstlern Joseph Kosuth und Hans Haacke und der Fotografin Martha Rosler begegnete. 1986 wechselte er an die University of Hartford School of Art in Hartford, Connecticut und wurde im gleichen Jahr Assistent bei Ashley Bickerton, dem er bis 1990 zur Seite stand. 2003 nahm er an dieser Universität die Ehrendoktorwürde entgegen. Der Künstler lebt in Beach Lake, Pennsylvania, und New York.

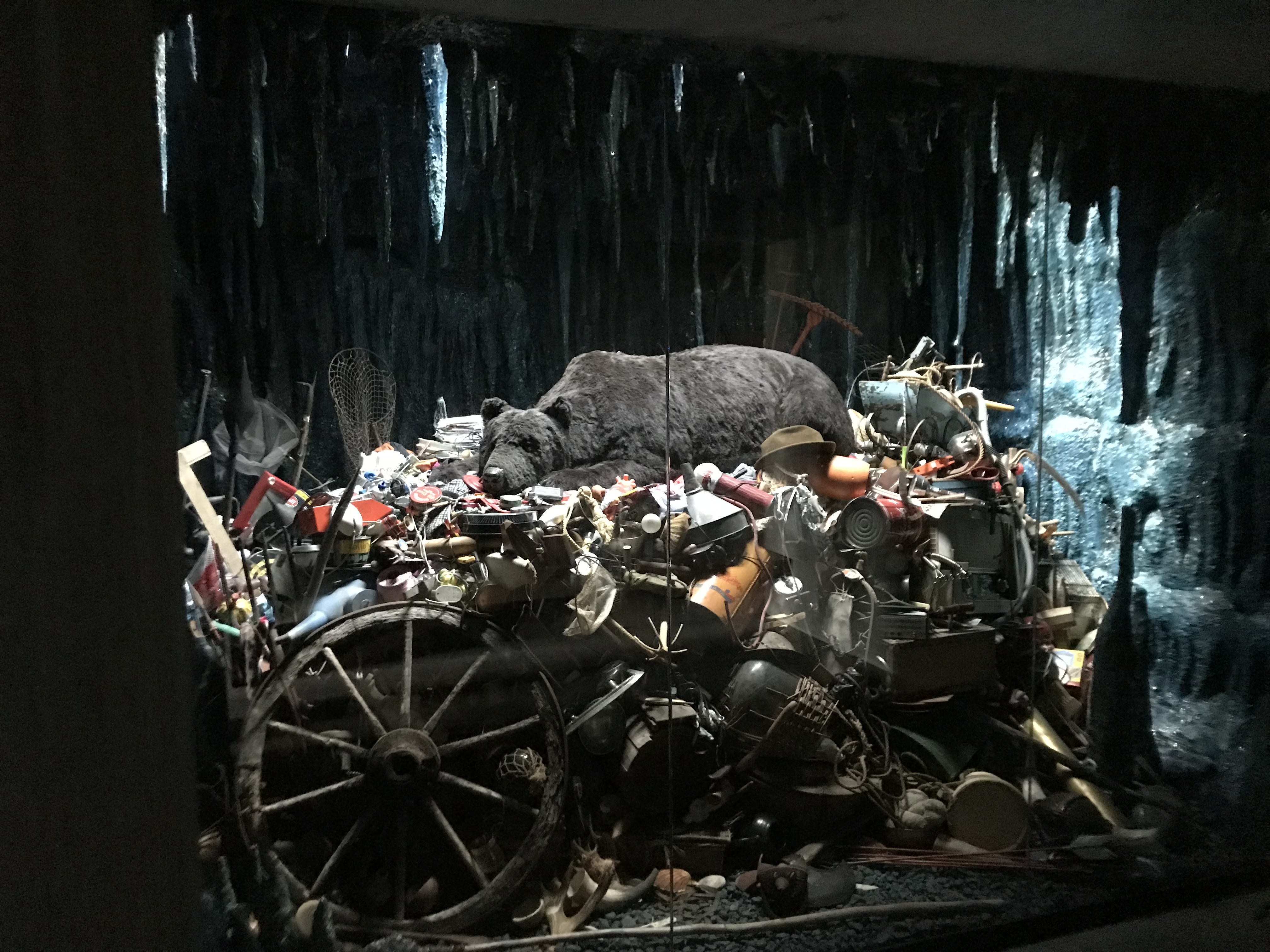
Mark Dion: Vedahaugane (Foto: 2021)

## Werk
Mark Dion ist seit über 20 Jahren passionierter Sammler. Aus dieser obessiven Leidenschaft heraus entwickelt er Objekte, Skulpturen und Fotoarbeiten und arrangiert sie zu Installationen, die oft wie naturkundliche Schauräume anmuten. In seinen Außeninszenierungen kombiniert er in kunstvoll zusammengestellten Szenarien naturkundliche Phänomene, in die er nicht nur biologische, sondern auch philosophische Überlegungen einbezieht und mit dem aktuellen Kunstdiskurs verbindet. Er arbeitet häufig mit naturkundlichen Museen und Sammlungen zusammen, macht ihnen in seinen Arbeiten jedoch die alleinige Naturinterpretation streitig.
Für den Beitrag Grotto of the Sleeping Bear zur Skulptur.Projekte Münster 1997 baute Dion aus Erde und Baumstämmen eine künstliche Grotte, die er mit Bruchsteinen verkleidete. Den Eingang verschloss er mit einer Glasscheibe. In der Höhle platzierte er einen aus Kunstfell geschaffenen, liegenden Bären mit halbgeöffneten Glasaugen, den er mit Zivilisationsmüll, wie leeren Patronen, Lanzenspitze, einem alten Rad und zerbrochenen Flaschen, umgab. Für die Ausstellung Concerning Hunting (Was die Jagd betrifft), 2008, arrangierte er im Kunstraum Dornbirn sowohl umgestürzte als auch stehende Hochsitze sowie verschiedene Jagdhütten, deren Innenräume er mit jagdkundlichen Alltagsgegenständen ausstattete. In einer baute er eine umfangreiche Bibliothek des Waidhandwerks auf. In einer anderen fand der Besucher einen opulent gedeckten Tisch mit Porzellan mit Jagdmotiven und Hirschhornbestecken vor, mit dem der Künstler auf den Aspekt der Jagd als Nahrungsbeschaffung verwies. Im Jahre 2010 stellte die Galerie Georg Kargl in Wien einen Jägerhochstand aus.
2021 wurde sein "Vivarium" im neuen Biologiezentrum der Universität Wien fertiggestellt: "In einem in sich geschlossenen Ökosystem eines Gewächshauses ruht ein aus dem Baugrund des Biologiezentrums entfernter Baumstamm, der aufgrund seiner Verwesung eine neue Lebensgrundlage für Pilze, Flechten, Bakterien und kleine Insekten schafft." (Auszug aus der Beschreibung neben dem Werk). Es handelt sich um eine Grau-Pappel. Dass der Name des Werks an das Forschungsinstitut Vivarium erinnert, das bis zur Machtübernahme der Nationalsozialisten in Wien stand, war ursprünglich Zufall, wurde dann jedoch bewusst hervorgehoben.

## Ausstellungen
- 1987 New Museum of Contemporary Art, New York, Fake
- 1991 Galerie Christian Nagel, Köln, Frankenstein in the Age of Biotechnology
- 1997 Skulptur.Projekte in Münster; Biennale Venedig, Skandinavischer Pavillon
- 1998 Deutsches Museum Bonn
- 1999 Museum of Modern Art, New York, The Museum as Muse
- 2000 Tate Britain, London
- 2001 Deichtorhallen, Hamburg, Vom Eindruck zum Ausdruck
- 2002 Museum Ludwig, Köln, Ökonomien der Zeit (auch Akademie der Künste (Berlin))
- 2002 Vivarium im Hofgarten, Düsseldorf, im Rahmen der Kunstweges hell-gruen. Es wurde am 19. Juni 2014 bei einem Unwetter zerstört.
- 2003 Migros Museum für Gegenwartskunst, Zürich
- 2004 Museum of Modern Art, New York (Abby Aldrich Rockefeller Sculpture Garden), Rescue Archaeology
- 2006 Kunsthalle Hamburg, Kunst in Hamburg. Heute
- 2008 Biennale of Sydney, Kunstraum Dornbirn
- 2010 EMSCHERKUNST.2010, im Rahmen der RUHR.2010 – Kulturhauptstadt Europas mit dem Projekt "Gesellschaft der Amateur-Ornithologen" (erneut auf der EMSCHERKUNST.2013)
- 2012 dOCUMENTA (13), Kassel, Xylothek
- 2015 Kai 10 – Raum für Kunst (Arthena Foundation), Düsseldorf, Lost Paradise
- 2015/16 Mark Dion. Widerspenstige Wildnis, Herford, MARTa (Gehry Galerien)
- 2023/24: Mark Dion. Delirious Toys Die Berliner Spielzeug-Wunderkammer, Stiftung Stadtmuseum Berlin, Museum Nikolaikirche, Berlin
- 2024/25: Mark Dion. Delirious Toys. Die Spielzeug-Wunderkammer, Kunst- und Ausstellungshalle der Bundesrepublik Deutschland, Bonn